# Balla Camara
Pour les articles homonymes, voir Balla Camara (homme politique) et Camara.
Balla Camara, né le 20 octobre 1926 (ou 1923) à Macenta, en Guinée française, et assassiné le 3 janvier 1971 par le régime de Ahmed Sékou Touré, est un haut fonctionnaire et homme d'État franco-guinéen ayant servi pour la France et la Guinée. Il joua un rôle important dans le bon fonctionnement de l'administration de la France d'outre-mer en occupant le poste d'administrateur colonial de la Haute-Volta (actuel Burkina Faso) de 1954 à 1958. 
À la suite de l'indépendance de la Guinée en 1960, il fut nommé successivement : Inspecteur général des Affaires administratives et Financières; Secrétaire général du gouvernement ; Secrétaire d'État à la Justice, au contrôle administratif et Financier; Ministre des Finances et de l'administration; Ministre du commerce intérieur ; et enfin gouverneur de la Banque centrale de la république de Guinée.

## Biographie

### Études et administration
Balla Camara étudia d’abord en Guinée, puis en France, où il rejoint un collège à Grenoble. Brillant élève, il deviendra titulaire de diplômes de droit et de sciences politiques, et fut même admis à l'École nationale de la France d'outre-mer.  Il consacra en 1952 son mémoire de fin d'étude au sujet de l'« évolution contre tradition en Guinée française ». Il occupa le poste d'administrateur colonial de Haute-Volta de 1954 à 1958. 

### Indépendance de la Guinée
Après plusieurs supplications d'Ahmed Sékou Touré, Balla rejoint la Guinée pour participer à la construction du nouveau pays. Il fut nommé : inspecteur général des Affaires administratives et financières, secrétaire général du gouvernement, secrétaire d'État à la Justice, au contrôle administratif et financier, ministre des Finances et de l'Administration, ministre du Commerce intérieur, et gouverneur de la Banque centrale de la république de Guinée.
Selon lui, l'indépendance aurait dû se dérouler au moins dix ans plus tard. Il remarque aisément que la brusque décolonisation a fortement déstabilisé l'économie du pays, et qu'elle aura bien d'autres conséquences.

### Arrestation et fin de vie
Le 12 mai 1969, à la suite d'un discours dans lequel il décrit les insuffisances du système politique d'alors, il est arrêté est condamné à cinq ans de prison pour «propos subversifs». Il fut incarcéré au Camp Boiro, puis libéré lors du débarquement portugais le 22 novembre 1970 (opération Mer Verte). Il fut repris seulement un jour plus tard avant d'être fusillé.